# Новоград-Волинське міжрайонне управління водного господарства
Новоград-Волинське міжрайонне управління водного господарства (Новоград-Волинське МУВГ) — бюджетна неприбуткова організація, яка належить до сфери управління Державного агентства водних ресурсів України (Держводагентство України) — спеціально уповноваженого органу влади у галузі водного господарства і меліорації земель, управління, використання та відтворення поверхневих водних ресурсів.. Юридична адреса: 11706, Гетьмана Сагайдачного, 236.
Основними завданнями Управління є:
- реалізація державної політики у сфері управління, використання та відтворення поверхневих водних ресурсів, розвитку водного господарства і меліорації земель та експлуатації державних водогосподарських об'єктів комплексного призначення, міжгосподарських та  осушувальних систем;
- здійснює інвентаризацію та паспортизацію міжгосподарських меліоративних систем, затверджує правила, встановлює режими їх експлуатації, забезпечує їх дотримання та експлуатацію;
- розробляє заходи щодо екологічного оздоровлення річок, бере участь у їх реалізації, а також здійснює спостереження за станом цих водних об’єктів, гідротехнічних споруд та дотриманням режимів роботи водосховищ, водогосподарських систем, надає у межах повноважень пропозиції до програм соціально-економічного розвитку районів;
- забезпечує здійснення комплексу робіт з експлуатації, поточного та капітального ремонту меліоративних систем, систем захисту від шкідливої дії вод, водосховищ та інших об'єктів міжгосподарських систем та вживає, відповідно до нормативно-правових актів, заходи щодо збереження меліоративних фондів, які перебувають у державній власності, а також здійснює ремонт внутрішньогосподарської меліоративної мережі та її гідротехнічних споруд на договірних засадах;
- готує проекти кошторисів доходів і видатків на експлуатацію міжгосподарських меліоративних систем та заходів з охорони вод і раціонального використання водних ресурсів.

## Історія
- 1973 р. — Новоград-Волинське управління осушувальних систем;
- 2005 р. — Новоград-Волинське міжрайонне управління водного господарства.

## Керівництво
- Прищепа Василь Андрійович — начальник Новоград-Волинської ЕД (1967—1973 р.)
- Сукач Анатолій Федорович — начальник Новоград-Волинського управління осушувальних систем (1973—1987 р.)
- Доброжанський Валерій Володимирович — начальник Новоград-Волинського МУВГ (1987—2008 р.)
- Бонковський Іван Павлович — начальник Новоград-Волинського МУВГ (з 2008 р.)

### Нормативно-правова база
- Конституція України
- Водний кодекс України від 6 червня 1995 року № 213/95-ВР;
- Закон України від 24 травня 2012 року № 4836-VI «Про затвердження Загальнодержавної цільової програми розвитку водного господарства та екологічного оздоровлення басейну річки Дніпро на період до 2021 року»;
- Закон України від 14 січня 2000 року № 1389-XIV «Про меліорацію земель»;
- Закон України від 26 вересня 2006 року № 185-V «Про управління об’єктами державної власності»;
- Закон України 25 червня 1991 року № 1264-XII «Про охорону навколишнього природного середовища»;
- Закон України від 4 жовтня 2016 року № 1641-VIII «Про внесення змін до деяких законодавчих актів України щодо впровадження інтегрованих підходів в управлінні водними ресурсами за басейновим принципом»;
- Закон України від 07.02.2017 № 1830-VIII «Про внесення змін до деяких законодавчих актів України, що регулюють відносини, пов’язані з одержанням документів дозвільного характеру щодо спеціального водокористування»;
- Розпорядження Кабінету Міністрів України від 11 жовтня 2016 року № 738-р «Про виділення коштів для завершення у 2016 році будівництва гідротехнічної споруди на Північно-Кримському каналі»;
- Постанова Кабінету Міністрів України від 26 жовтня 2011 року № 1101 «Про затвердження переліку платних послуг, які можуть надаватися бюджетними установами та організаціями, що належить до сфери управління Державного агентства водних ресурсів України, на замовлення юридичних і фізичних осіб»;
- Постанова Кабінету Міністрів України від 29.03.2017 № 205 «Про затвердження Порядку використання коштів, передбачених у державному бюджеті для розвитку та поліпшення екологічного стану зрошуваних та осушених систем»;
- Постанова Кабінету Міністрів України від 18 травня 2017 року № 336 «Про затвердження Порядку розроблення плану управління річковим басейном»;
- Наказ Міністерства екології та природних ресурсів України «Про виділення суббасейнів та водогосподарських ділянок у межах встановлених районів річкових басейнів»;
- Наказ Міністерства екології та природних ресурсів України від 26.01.2017 № 23 «Про затвердження Типового положення про басейнові ради», який зареєстровано у Мін'юсті 17 лютого 2017 р. за № 231/30099;
- Наказ Міністерства екології та природних ресурсів України від 26.01.2017 № 26 «Про затвердження Порядку розроблення водогосподарських балансів», який зареєстровано у Мін'юсті 17 лютого 2017 р. за № 232/30100;
- Наказ Міністерства екології та природних ресурсів України від 06.02.2017 № 45 «Про затвердження Переліку забруднюючих речовин для визначення хімічного стану масивів поверхневих і підземних вод та екологічного потенціалу штучного або істотно зміненого масиву поверхневих вод», який зареєстровано у Мін’юсті 20 лютого 2017 р. за № 235/30103;
- Наказ Міністерства екології та природних ресурсів України від 23.06.2017 № 234 «Про затвердження форми дозволу на спеціальне водокористування та форми нормативного розрахунку водокористування і водовідведення», зареєстрований в Міністерстві юстиції України 21 липня 2017 року за № 887/30755;
- Наказ Міністерства екології та природних ресурсів України від 24.07.2017 № 276 «Про затвердження Положення про консервацію та розконсервацію меліоративних систем та окремих об'єктів інженерної інфраструктури», зареєстрований у Міністерстві юстиції України 14 серпня 2017 р. за № 1002/30870.

## Структура управління
- Начальник управління;
- Головний інженер;
- Служба експлуатації водогосподарських систем;
- Служба водних ресурсів;
- Служба економіки;
- Служба бухгалтерського обліку та звітності;
- Служба механізації, енергозбереження та охорони праці;
- Інженер з підготовки кадрів.

## Експлуатація водогосподарських систем
- Основним завданням служби експлуатації водогосподарських систем є здійснення виробничої діяльності щодо збереження технологічної цілісності та покращення обслуговування меліоративних систем управління.
- Забезпечує проведення комплексу організаційно-технічних заходів по охороні і утриманню в робочому стані всіх елементів меліоративних систем.
- Веде роботу щодо впровадження у виробництво більш удосконаленої передової технології експлуатації меліоративних систем та впроваджуються досягнення науки.
- Проводиться робота щодо здійснення єдиної технічної політики водного господарства.
- Забезпечує регулювання водно-повітряного режиму осушених земель, створення умов для їх ефективного сільськогосподарського та екологічно безпечного використання в умовах формування аграрного сектору.
- Організація робіт щодо розробки і здійснення заходів, направлених на покращення стану меліоративних систем, осушених земель і запобігання їх замулення, проведення своєчасних ремонтно-доглядових робіт, виконання договорів з власниками внутрішньогосподарських меліоративних фондів, технічного удосконалення та збереження цілісності водогосподарських систем, підготовки їх роботи до зимових умов роботи, до вегетаційного періоду, до пропуску повені.
- Інвентаризації та паспортизації систем, планування робіт щодо удосконалення існуючих меліоративних систем та складання технічної документації на поточний та капітальний ремонти.

## Водні ресурси
- Забезпечує систематизацію звітності по використання води за формою № 2 ТП-водгосп (річна), перевіряє їх достовірність, узагальнює та аналізує результати державного обліку використання водних ресурсів та надає пропозиції Держводагентству щодо наповнення державного водного кадастру за розділами «Поверхневі водні об’єкти» і «Водокористування»;
- Проводить аналіз якості поверхневих вод та сповіщає органи місцевого самоврядування, організовує розроблення оперативних та довгострокових прогнозів зміни екологічного стану водних об'єктів, а також надає результати БУВР р. Прип'ять;
- узагальнює та аналізує дані про водогосподарську і гідрологічну обстановку та надає оперативну інформацію в БУВР р. Прип'ять;
- забезпечує у межах компетенції контроль за дотриманням встановлених режимів роботи водосховищ, водогосподарських систем і каналів;
- організовує виконання робіт, пов’язаних з мінімізацію є наслідків шкідливої дії вод, зокрема шляхом забезпечення від підтоплення, протипаводкового і протиповеневого захисту сільськогосподарських угідь, а також сільських населених пунктів;
- здійснює у межах повноважень, передбачених законом, разом з іншими органами виконавчої влади заходи щодо запобігання надзвичайним ситуаціям, зменшення руйнівних наслідків повеней, забезпечення безаварійного пропуску паводкових вод та льодоходу;

Положення nvmuvg.gov.ua [Архівовано 16 квітня 2019 у Wayback Machine.] Процитовано 2018-10-12.